# 叶夫根尼·弗拉基米罗维奇·库兹涅佐夫
叶夫根尼·弗拉基米罗维奇·库兹涅佐夫（俄语：Евгений Владимирович Кузнецов，1990年4月12日—），俄罗斯跳水运动员。他在2012年伦敦奥运会跳水男子双人3米跳板比賽赢得了银牌。
男子單人三米板有進入準決賽。